# Тикушу Ноу (Брашов)
Тикушу Ноу (рум. Ticușu Nou) насеље је у Румунији у округу Брашов у општини Комана. Oпштина се налази на надморској висини од 453 m.

## Становништво
Према подацима из 2002. године у насељу је живело 555 становника.

### Попис2002.
| Расподела становништва по националности 2002.‍ | Расподела становништва по националности 2002.‍ | Расподела становништва по националности 2002.‍ | Расподела становништва по националности 2002.‍ | Расподела становништва по националности 2002.‍ |
| --------------------------------------------- | --------------------------------------------- | --------------------------------------------- | --------------------------------------------- | --------------------------------------------- |
|                                               |                                               |                                               |                                               |                                               |
| Румуни                                        | Румуни                                        |                                               | 522                                           | 94,2%                                         |
| Роми                                          | Роми                                          |                                               | 32                                            | 5,8%                                          |